# ملتيداس أريستارخيس باشا
ملتيداس أريستارخيس باشا هو سياسي عثماني شغل منصب والي في الدولة العثمانية.

## مناصبه
تولى المناصب التالية:
- أمير ساموس (1859–1866)